# 蒋德麒
蒋德麒（1908年—1994年），男，江苏昆山人，中国水土保持学家，曾任中国水土保持学会名誉理事长，第三届全国人大代表，第五、六届全国政协委员。